# Sumio Endo
Sumio Endo –en japonés, 遠藤 純男– (Kōriyama, 3 de octubre de 1950) es un deportista japonés que compitió en judo.
Participó en los Juegos Olímpicos de Montreal 1976, obteniendo una medalla de bronce en la categoría de +93 kg. Ganó dos medallas en el Campeonato Mundial de Judo en los años 1975 y 1979, y dos medallas en el Campeonato Asiático de Judo de 1974.

## Palmarés internacional
| Juegos Olímpicos    | Juegos Olímpicos     | Juegos Olímpicos  | Juegos Olímpicos |
| Año                 | Lugar                | Medalla           | Categoría        |
| ------------------- | -------------------- | ----------------- | ---------------- |
| 1976                | Montreal (Canadá)    | Medalla de bronce | +93 kg           |
| Campeonato Mundial  |                      |                   |                  |
| Año                 | Lugar                | Medalla           | Categoría        |
| 1975                | Viena (Austria)      | Medalla de oro    | +93 kg           |
| 1979                | París (Francia)      | Medalla de oro    | Abierta          |
| Campeonato Asiático |                      |                   |                  |
| Año                 | Lugar                | Medalla           | Categoría        |
| 1974                | Seúl (Corea del Sur) | Medalla de oro    | +93 kg           |
| 1974                | Seúl (Corea del Sur) | Medalla de plata  | Abierta          |